# ماوريسيو موراليس
ماوريسيو موراليس (بالإسبانية: Mauricio Morales Olivares)‏ هو لاعب كرة قدم تشيلي، ولد في 7 يناير 2000 في سانتياغو في تشيلي. لعب مع نادي أونيفرسيداد دي تشيلي.